# Long Shot
Long Shot es una película estadounidense de comedia dirigida por Jonathan Levine y escrita por Dan Sterling y Liz Hannah. Es protagonizada por Seth Rogen y Charlize Theron. También aparecen O'Shea Jackson Jr., Andy Serkis, June Diane Raphael, Bob Odenkirk y Alexander Skarsgård.
Tuvo su premier en el South by Southwest el 9 de marzo de 2019, y fue estrenada el 3 de mayo de 2019 en Estados Unidos, por Lionsgate.

## Sinopsis
En 2019, la Secretaria de Estado de los Estados Unidos, Charlotte Field, se entera del presidente Chambers que no planea postularse para un segundo mandato. Al ver una oportunidad, ella lo convence de respaldarla como una posible candidata presidencial.
Mientras tanto, el periodista de la ciudad de Nueva York Fred Flarsky se entera de que el periódico para el que trabaja fue comprado por Parker Wembley, un magnate de los medios adinerados cuya ética se opone directamente a la de Fred. Furioso, renuncia rápidamente pero no puede encontrar otro trabajo. Deprimido, recurre a su mejor amigo más exitoso, Lance, quien lo lleva a un evento de recaudación de fondos de caridad al que Charlotte también asistirá. Ella y Fred se reconocen, ya que ella era su niñera y su amor secreto cuando eran adolescentes. Mientras se ponen al día, Wembley los interrumpe para planear una reunión con Charlotte, lo que lleva a Fred a condenar las acciones y creencias de Wembley antes de irse.
Al leer algunas de las columnas de Fred, Charlotte decide contratarlo para que escriba sus discursos sobre las protestas de su mánager Maggie. A pesar de expresar escepticismo sobre su ética, Fred toma el trabajo. En una cumbre de líderes mundiales, Charlotte se ve obligada a revisar un discurso que involucra una revisión ambiental planificada para apaciguar a algunos de sus electores. Cuando Fred se opone y la llama a abandonar su moral, ella cambia de opinión y el discurso es un éxito.
A medida que los dos continúan pasando tiempo juntos con el pretexto de que Fred aprendió más sobre Charlotte para su escritura, comienzan a acercarse. Finalmente, después de sobrevivir a una revolución en Manila, comienzan una relación juntos. Al enterarse, Maggie intenta advertir a ambos que el público nunca los aceptará como pareja. Cuando Chambers le ordena a Charlotte que elimine los planes para preservar los árboles, como le pidieron algunos amigos suyos, ella se desahoga con Fred al drogarse con el éxtasis . Una crisis de rehenes ocurre poco después y, a pesar de que sigue estando colocada, Charlotte logra disuadir a los captores y liberar al rehén.
A pesar de que el incidente aumenta el índice de aprobación de Charlotte, Chambers está furiosa cuando elige ignorar sus órdenes y llamarlo. Él la confronta en su oficina junto a Wembley, quien tiene un interés personal en quitar los árboles como parte de su plan. Los dos la chantajean con un vídeo pirateado de la cámara web de Fred. El vídeo pirateado muestra a Fred discutiendo su relación y la de Charlotte, y Fred se masturba aún más con un vídeo de uno de sus discursos, el vídeo pirateado que culmina con Fred eyaculando en su propia cara. Charlotte le muestra a Fred el vídeo pirateado y le informa que ella ha aceptado el ultimátum, y que quiere presentarlo a él y a su relación públicamente una vez que se haya limpiado su imagen. Decepcionado e incapaz de cambiar, se niega y se separan.
De vuelta en Nueva York, Fred habla con Lance, quien le dice que ha sido demasiado terco con sus principios y se niega a considerar las necesidades y opiniones de otras personas. Durante su anuncio para postularse a la presidencia en 2020, Charlotte cambia de opinión y opta por su plan original, también revela el chantaje de Wembley y Chambers y describe el contenido del vídeo antes de su lanzamiento. Fred busca a Charlotte y la encuentra esperando en su departamento. Admiten que se aman y se encuentran con la prensa afuera, donde Charlotte presenta a Fred como su novio. En 2021, la pareja se casa y Charlotte toma el juramento como la primera mujer presidenta con Fred como "primer señor", ya que él tomó su apellido.

## Reparto
- Seth Rogen como Fred Flarsky.
  - Braxton Herda como Fred Flarsky Joven.
- Charlize Theron como Charlotte Field.
  - Aviva Mongillo como Charlotte Field Joven.
- O'Shea Jackson Jr. como Lance.
- Andy Serkis como Parker Wembley.
- June Diane Raphael como Maggie Millikin, one of Charlotte's two key staffers.
- Bob Odenkirk como Presidente Chambers.
- Alexander Skarsgård como James Steward.
- Ravi Patel como Tom.
- Randall Park como jefe de Flarsky.
- Tristan D. Lalla como Agentw M.
- James Saito como Ministro Kishido.
- Randy Orton como Jimmy P.
- Lisa Kudrow como Katherine.
- Kurt Braunohler como Wembley News Anchor #1.
- Paul Scheer como Wembley News Anchor #2.
- Claudia O'Doherty como Wembley News Anchor #3.
- Boyz II Men como ellos mismos.
- Lil Yachty como él mismo.

## Producción
En febrero de 2017, el proyecto fue anunciado con Seth Rogen y Charlize Theron habiendo firmado para protagonizar mientras que Jonathan Levine dirigiría. En octubre de 2017, O'Shea Jackson Jr. se unió. En noviembre de 2017, June Diane Raphael, Ravi Patel, Andy Serkis, Alexander Skarsgard, y Randall Park se unieron al reparto mientras que la filmación comenzaba en Montreal. Varias escenas fueron filmadas en la Plaza de la Trinidad en Cartagena, Colombia a finales de enero de 2018.